# Annie Besant
Annie Besant (rojena Wood) je bila britanska socialistka, politična reformatorka, aktivistka za pravice žensk, teozofistka, bramanka, pisateljica, govornica, indijska nacionalistka, zagovornica človeške svobode, podpornica irske in indijske samouprave, * 1. oktober 1847, Clapham, London, Anglija, † 20. oktober 1933, Adyar, Britanska Indija.
Annie Besant je bila vodilna ženska s konca 19. in začetka 20. stoletja, ki se je aktivno borila za različne pravice, kot so sekularizem, kontrola rojstev, fabijanski socializem, pravice delavcev, pravice žensk in otrok. 
Bila pisateljica z več kot tristo knjigami in brošurami. 
Kot pedagoginja je bila med ustanovitelji ugledne in visoko spoštovane hindujske univerze Banaras. Njen cilj je bil zagotoviti boljše zaposlitve, življenjske pogoje in izobraževanje revnim.

## Življenje in delo

### Življenje
Annie Besant se je rodila v Claphamu (London) 1.10.1847 v irski družini višjega srednjega sloja. Bila je hči Williama Burtona Persseja Wooda in Emily Roche Morris.  
Njen oče je bil Anglež, ki je živel v Dublinu, ter pridobil diplomo medicine, potem ko je obiskoval Trinity College v Dublinu. Njena mati je bila irska katoličanka, iz skromnejše družine. Besant je ponosno nadaljevala z velikim delom svojih irskih prednikov in podpirala cilj irske samouprave skozi vse svoje življenje. Njen oče je umrl, ko je bila stara 5 let in družina je ostala skoraj brez denarja. Mati je ni mogla preživljati, zato je za Annie skrbela družinska prijateljica Ellen Marriott.          
Leta 1867 se je pri dvajsetih poročila s 26-letnim duhovnikom Frankom Besantom (1840 - 1917), mlajšim bratom Walterja Besanta. Annie se je z možem preselila v Sibsey in v nekaj letih sta imela dva otroka, Arthurja in Mabel,  vendar je njun zakon bil katastrofalen. Annie je v svoji avtobiografiji zapisala, da sta bila zelo slabo usklajen par. Zakon je trajal 5 let, v katerem sta imela velike spore glede financ, političnega in verskega prepričanja ter svobode. Prvi konflikt je sprožil denar in njena neodvisnost. Annie je namreč pisala kratke zgodbe, knjige za otroke in članke. Takrat poročene ženske niso imele zakonske pravice do lastništva, zato je ves zasluženi denar pripadal Franku.  
Politika je par še dodatno razdelila. Annie je podpirala kmečke delavce, ki so se borili za sindikalno organizacijo in za boljše pogoje. Frank pa je stopil na stran posestnikov. Napetost je dosegla vrhunec, ko je Annie zavrnila udeležbo obhajila. Leta 1873 ga je zapustila in se vrnila v London. Bila sta zakonsko ločena in Annie je s seboj vzela svojo hčer. Začela je dvomiti v svojo vero. Kmalu se je vrnila k Franku in še zadnjič neuspešno poskusila popraviti zakon.             
Po ločitvi je Annie zavrnila vero. Izgubila je tudi skrbništvo nad svojimi otroki, ko je Frank Besant na sodišču dokazal, da ni sposobna skrbeti zanje. To mu je uspelo, zaradi objave škandalozne knjige. Besant in Bradlaugh sta postala znani imeni leta 1877, ko sta izdala knjigo ameriškega borca za nadzor rojstev Charlesa Knowltona. Delo je trdilo, da družine delavskega razreda nikoli ne morejo biti srečne, dokler se ne odločijo, koliko otrok si želijo. Predlagalo je načine za omejitev velikosti njihovih družin. Knjiga je zelo užalila cerkev, toda Annie in Bradlaugh sta izjavila: 
"Ne nameravamo objaviti ničesar, za kar mislimo, da ne moremo moralno braniti. Vse, kar objavimo, bomo branili." 

### Sozializem
Annie Besant se je borila za pravice kot so svoboda mišljenja, pravice žensk, sekularizem, nadzor rojstva, fabijski socializem in pravice delavcev. Bila je vodilna članica Nacionalne posvetne družbe(National Secular Society) poleg Charlesa Bradlaugha in South Place Ethical Society. S Bradlaughom, urednikom revije National Reformer, sta nekaj časa tesno sodelovala in v njegovi reviji je objavljala veliko člankov o pravicah žensk.  S tem pisanjem si je uspela pridobiti majhno tedensko plačo. Revija se je zavzemala za sekularno državo in prenehanje posebnega statusa krščanstva ter Besantovi dovolila, da nastopa kot ena od njenih javnih govornic. Javna predavanja so bila v viktorijanskih časih zelo priljubljena zabava. Annie Besant pa je bila sijajna govornica in kmalu je bilo po njej veliko povpraševanja. Z železnico je potovala po državi in govorila o vseh najpomembnejših vprašanjih dneva, vedno pa je pozivala k izboljšavam, napredku, reformam in svobodi.
Vzpostavila je tesne stike z irskimi domobranci in jih podpirala v svojih časopisnih stolpcih. Bradlaughovo parlamentarno delo pa ju je s Besantovo postopoma odtujilo. Ženske namreč niso imele nobene vloge v parlamentarni politiki.
Leta 1893 je bila predstavnica The Theosophical Society v Chicagu. Leta 1895 pa je skupaj z ustanoviteljem in predsednikom Teozofskega društva Henryjem Steelom Olcottom in drugimi sodelovala pri razvoju budistične šole Musaeus College v Colombu na otoku Šrilanka.
Ključno vlogo je imela tudi v stavki londonskih tekem iz leta 1888. Pomagala je ublažiti standard dela in pomagala pri povečavi plače. Annie je ideja socializma dolgo časa fascinirala, zato je napisala mnoge članke in tudi knjige- The Laws of Population. V člankih je večkrat napadala Cerkev, saj je hotela vzpostaviti posvetno državo in končati poseben privilegij, ki ga uživa krščanstvo.  Prav tako je zasnovala lasten časopis - The Link. Postala je tudi vodja socialističnega gibanja v Veliki Britaniji.
Brezposelnost je bila osrednje vprašanje tistega časa in leta 1887 so nekateri londonski brezposelni začeli protestirati na trgu Trafalgar Square. Annie se je strinjala, da bo nastopila kot govornica. Policija je skušala ustaviti zbor. Izbruhnili so spopadi in vpoklicane so bile čete. Veliko jih je bilo ranjenih, eden je umrl, na stotine pa jih je bilo aretiranih. Dogodki so ustvarili veliko senzacijo in postali znani kot Krvava nedelja. Annie se je vrgla v organizacijo pravne pomoči zapornikom in podporo njihovim družinam. Njena najbolj opazna zmaga v tem obdobju pa je bila morda njena vpletenost v londonsko stavko vžigalic leta 1888.

### Marksizem
Leta 1884 je Annie razvila zelo tesno prijateljstvo z Edwardom Avelingom, mladim socialističnim učiteljem. Aveling je bil znanstvena osebnost in prav on je prvič prevedel pomembna Marxova dela v angleščino. Zagotovo je imel velik vpliv na njeno razmišljanje, ona pa je bila v veliko oporo njegovemu delu.  Annie se je kasneje pridružila Socialistični ligi, majhni marksistični odcepljeni skupini, ki je nastala okoli umetnika Williama Morrisa. Morris je odigral veliko vlogo pri spreobrnitvi Annie v marksista. Ostala je članica vrsto let in postala ena najboljših govornic. Ostala je tudi članica Fabian Society. 
Kmalu po pridružitvi marksistom je Annie kandidirala za izvolitev v London School Board. Annie se je vozila z rdečim trakom v laseh in na hrupnih sestankih govorila: "Nič več lačnih otrok,". Pojasnila je, da ima njen socializem tudi feministično plat. Presenetljivo je Annie prišla na vrh ankete v Tower Hamletsu z več kot 15.000 glasovi.  
Annie je v reviji National Reformer zapisala:  
"Pred desetimi leti me je krščanska nestrpnost po okrutnem zakonu oropala mojega malega otroka. Zdaj je skrb za 763.680 otrok Londona deloma v mojih rokah." 
Annie je bila tudi tesno vpletena v boj za pravice delavcev, ki so bili slabo plačani za težko in nevarno delo. V njihovem imenu je govorila na javnih sestankih in na vogalih ulic. 

### Teozofija
Annie Besant je bila plodovita pisateljica in močna govornica. 
Leta 1889 so jo prosili, naj napiše recenzijo za Pall Mall Gazette o knjigi The Secret Doctrine, avtorice H. P. Blavatsky. Ko jo je prebrala se je srečala z Blavatsky v Parizu. Na ta način se je spreobrnila v teozofistko. Takrat je postala tudi učenka Helene Petrovne Blavatsky. Ko se je njeno zanimanje za teozofijo poglobilo, se je končalo članstvo v Fabijanskem društvu, prekinila je tudi svoje povezave z marksisti. Besantova je ugotovila, da ekonomska plat življenja nima duhovne razsežnosti, zato je poiskala prepričanje, ki temelji na višji Ljubezni. To je našla v teozofiji, zato se je pridružila Teozofskemu društvu, kar jo je oddaljilo od nekdanjih sodelavcev aktivistov. Ko je Blavatsky umrla leta 1891, je Annie ostala ena izmed vodilnih osebnosti v teozofiji in jo je leta 1893 zastopala na svetovni razstavi v Chicagu.
Kmalu po tem, ko je postala članica Teozofskega društva, je prvič  odšla v Indijo (leta 1893). Veliko svoje energije je posvetila tudi svobodi in napredku Indije. Besant Nagar, soseska (v bližini Teozofskega društva) v Chennaiju je poimenovana v njeno čast. Napisala je knjige o hindujskih naukih in o teozofiji. S pomočjo dr. Bhagvana Dasa je prevedla številna sanskrtska besedila v angleščino, predvsem Bhagavad-Gito. Gandhi sam piše, kako se je kot študent prava v Angliji s pomočjo pisem Sir Edwina Arnolda, Madam Blavatsky in tudi Annie Besant odpovedal "predstavi, ki so jo spodbujali misijonarji, da je hinduizem poln vraževerja."
Annie Besant je ustanovila novo šolo za dečke, Central Hindu College (CHC) v mestu Banaras. Ustanovljena je bila na temeljnih teozofskih načelih. Učenci so 90 minut na dan namenili meditacijam in preučevanju verskih besedil, študirali pa so tudi sodobno znanost. Trajalo je 3 leta, da so zbrali denar za CHC, ki je večinoma prišel od indijskih princev. Aprila 1911 je Annie srečala Pandita Madana Mohana Malaviya in odločila sta se združiti svoje sile in delati za skupno hindujsko univerzo v Banarasu. Hindujska univerza Banaras je začela delovati od 1. oktobra 1917 s centralno hindujsko šolo kot njeno prvo sestavno šolo.

### Gibanje domačih pravil
Spodbujala je indijsko narodno zavest, bila proti kastam in otroškim porokam ter si učinkovito prizadevala za indijsko izobraževanje. Poleg svoje teozofske dejavnosti je še naprej aktivno sodelovala v političnih zadevah. Pridružila se je Indijskemu nacionalnemu kongresu. Večinoma je zahtevala več besede za Indijce srednjega razreda v združenju britanske in idijske vlade. Leta 1916 je Besant skupaj z Lokmanyo Tilakom ustanovila All India Home Rule League. Zahteve Indije so se zgledovale po irskih nacionalističnih praksah. To je bila prva politična stranka v Indiji, katere glavni cilj je bila sprememba režima. Junija leta 1917 je bila aretirana zaradi protesta proti britanski vladavini. Proti njeni aretaciji so protestirale in grozile mnoge indijske nacionalistične skupine, zato je bila vlada prisiljena popustiti. Besantova je bila izpuščena septembra 1917, sprejele so jo množice po vsej Indiji. Decembra pa je za eno leto kot prva ženska prevzela mesto predsednice Indijskega nacionalnega kongresa. Postala je tudi urednica časopisa New India in izrazila glas proti britanski vladavini v državi. 
Do konca svojega življenja je nadaljevala kampanjo za neodvisnost Indije, ne samo v Indiji, ampak tudi na govornih turnejah po Veliki Britaniji. Pripravila je vrsto pisem in člankov, ki so zahtevali neodvisnost. 
Tako Jawaharlal Nehru kot Mahatma Gandhi sta z občudovanjem govorila o njenem vplivu v Indiji.  

### Smrt
Annie Besant je leta 1931 v Indiji zbolela. Umrla je 20. septembra 1933 v starosti 85 let v Adyarju. Njeno telo je bilo kremirano.
Po njeni smrti so kolegi Jiddu Krishnamurti, Aldous Huxley, Guido Ferrando in Rosalind Rajagopal zgradili šolo Happy Valley v Kaliforniji, ki se je zdaj v njeno čast preimenovala v Besant Hill School of Happy Valley.
Annie Besant je bila ostra zagovornica indijske samouprave in je v življenju živahnega študija gojila izjemne sposobnosti pisatelja in govornika. Objavljala je gore esejev, napisala učbenik, kurirala antologije klasične književnosti za mlade odrasle in sčasoma postala urednik časopisa New India, revije, posvečene indijski avtonomiji.
Hindujska univerza Banaras ji je podelila doktorsko priznanje tako za njene znanstvene dosežke kot tudi vrednosti njenega prispevka k nastanku univerzalne zavesti znotraj hindujske misli. 
Njena zapuščina živi na teh šolah in v številnih publikacijah, ki so še vedno v tiskani in v elektronski obliki na voljo. Želela je zgraditi mostove med vzhodom in zahodom. Dala je prednost temu, kar je poimenovala "indo-britanska skupna država". 
Gandhi in Nehru, dva oblikovalca sodobne Indije, ji pripisujeta zasluge, da je prebudila njihov ponos v Indiji.

### Dela
Annie Besant je bila pisateljica, katere dela so prevedena v več jezikov (nekatera, vendar ne vsa tudi v slovenščino). Kot je že omenjeno je napisala mnoge članke kot tudi brošure, knjige, imela pa je tudi svoj časopis. Knjige Annie Besant lahko svojim bralcem razkrijejo najbolj skrivne globine božanske modrosti. 
Pisateljica poziva k iskanju božanskega duha ne zunaj, temveč znotraj osebe, za kar potrebujemo ne le verjeti in upati, ampak tudi biti prepričani v njegovo navzočnost.
Ena izmed njenih knjig The Brotherhood of Religions (Bratstvo Religij) je ena izmed najzanimivejših izdaj. Govori o tem, da imajo vse religije eno stvar skupno, en cilj in to je, da privedejo osebo k popolnosti. V knjigi je navajala odlomke iz različnih svetih spisov različnih kultur in narodov, ki zagovarjajo Enotnost.
V knjigi Ancient Wisdom (Starodavna Modrost) Annie seznani človeka z osnovami Znanja o Bogu in razkrije bistvo različnih zakonov. Kot so zakon karme, zakon reinkarnacije in zakon žrtvovanja. Pravi tudi, da lahko ljudje začasno obstajajo v drugem svetu, ki je poseljen z naravnimi element petih oddelkov (voda, zemlja, ogenj, zrak in eter). Ta svet se imenje astral. Obstaja tudi svet, ki je duševen in predstavlja naš duh in zavest.  V tej knjigi omeni tudi to, da teozofija ne nasprotuje krščanstvu ampak lahko vero okrepi in poveča.
V knjigi Thought Forms (Miselne oblike) pripoveduje o tem, da misel in želja ne vplivata le na življenje neke osebe, ampak tudi na druge ljudi okoli njih. To dokazuje in opisuje moč in naravo misli.
Delo The Seven Principles of Man (Človekovih sedem principov) je knjiga, ki govori o človekovi naravi, ki ima sedem aspektov, kar pomeni, da jo lahko proučujemo s sedmih različnih kotov. Najboljši način je da naravo obravnavamo kot eno, Duh ali Resnični jaz.
Delo Reincarnation (Reinkarnacija) je resnica, ki je vplivala na številne ljudi naše rase in oblikovala mišljenja velike večine skozi stoletja. Iz evropskega uma je izginila med temačno dobo in v precejšnji meri prenehala vplivati na naš mentalni in moralni razvoj.
Delo A study in Karma (Karma) govori o tem kako se človeška misel zlije z nekim elementalom oz. bitjem. Buddhisti ga imenujejo “Skandha”, Hindujci pa “Karma”.

#### V slovenščino prevedena dela:
1. An Introduction to Yoga (1908) - Uvod v jogo (2008, Koper: Zavod Rman)
2. Death - and after? (1893) -  Smrt - in potem? (2006, Šmarješke Toplice: Stella)
3. Dharma(1 898) - Dharma (2005, Koper: samozal A.Rozman)
4. Karma (1895) - Karma (2006, Šmarješke Toplice: Stella)
5. Man and His Bodies (1896, rpt 1911) – Človek in njegova telesa (2006, Šmarješke Toplice: Stella)
6. Reincarnation(1892) - Reinkarnacija (2006, Šmarješke Toplice: Stella)
7. The laws of higher life (1903) - Zakoni višjega življenja (2006, Koper: samozal A.Rozman)
8. The necessity for reincarnation (1920) - Potreba po reinkarnaciji (2008, Koper: samozal A.Rozman)
9. The Seven Principles of Man (1892) - Človekovih sedem principov (2006, Šmarješke Toplice: Stella)
10. Thought Forms with C. W. Leadbeater (1901) - Miselne oblike (2005, Koper: samozal A.Rozman)
11. Thought Power: Its Control and Culture (1901) - Moč mišljenja (2008, Koper: samozal A.Rozman)